# Assemblée de la noblesse

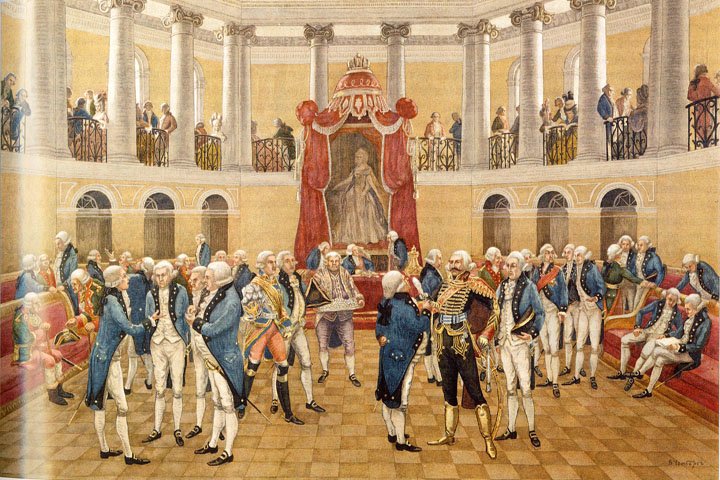
Une assemblée de la noblesse sous le règne de Catherine II, par Vladimir Chambers (1913).

L'Assemblée de la noblesse  (en russe : Дворянское собрание, Dvorianskoïé sobranié, ou Благородное собрание Blagorodnoïé sobranié) est un organe de gouvernement de la noblesse dans l'Empire russe qui a existé de 1766 à 1917. Les Assemblées de la noblesse se trouvaient à l'échelon de la province (dite gouvernement), ou de l'ouïezd (district).
Des réunions similaires ont commencé à être formées dans les districts et les provinces à partir de 1766. Cependant, seules l'Institution pour l'administration des provinces (1775) et la Charte de la noblesse (1785) de Catherine II déterminaient légalement la procédure de fonctionnement de ces assemblées nobiliaires.

## Fonctionnement

Bal à l'Assemblée de la noblesse de Saint-Pétersbourg.

Les participants de ces assemblées étaient les représentants de la société noble d'un territoire donné au sein de l'Empire. Le chef d'une Assemblée de la noblesse avait le titre de maréchal de la noblesse (Ппредводитель дворянства). Les Assemblées de la noblesse étaient engagées dans la résolution de problèmes publics locaux, alors qu'il leur était interdit de discuter de questions de structure de l'État. Après les réformes de 1861, apparaissent au niveau local d'autres organes autonomes, comme le zemtsvo, et les Assemblées de la noblesse 
se trouvent réduites à traiter des questions et des problèmes relatifs exclusivement à la noblesse ou au financement de projets locaux à leur initiative. Ces assemblées se réunissaient à l'échelon du district ou de la province une fois tous les deux ou trois ans et pouvaient aussi se réunir en séance extraordinaire; mais il fallait pour cela la permission du gouverneur de la province. Trois mois avant les assemblées provinciales, des assemblées de district étaient convoquées. Ces assemblées gouvernaient à la fois la noblesse elle-même et participaient à l'administration locale de toute la société; entre autres lors de la sélection des personnes pour certains postes dans les administrations locales et dans la police.
Cette institution a cessé d'exister en Russie après la révolution d'Octobre.

## Locaux
La grande salle de l'Assemblée de la noblesse de Saint-Pétersbourg était l'une des salles les plus prestigieuses de Russie, comme salle de concert et en général comme salle de bal ou de grands événements mondains de la capitale impériale.
L'Assemblée de la noblesse de Moscou est un édifice prestigieux de la capitale de la fédération de Russie, représentant de l'architecture néoclassique, qui est devenu la Maison des Syndicats (Дом союзов).

## Fédération de Russie

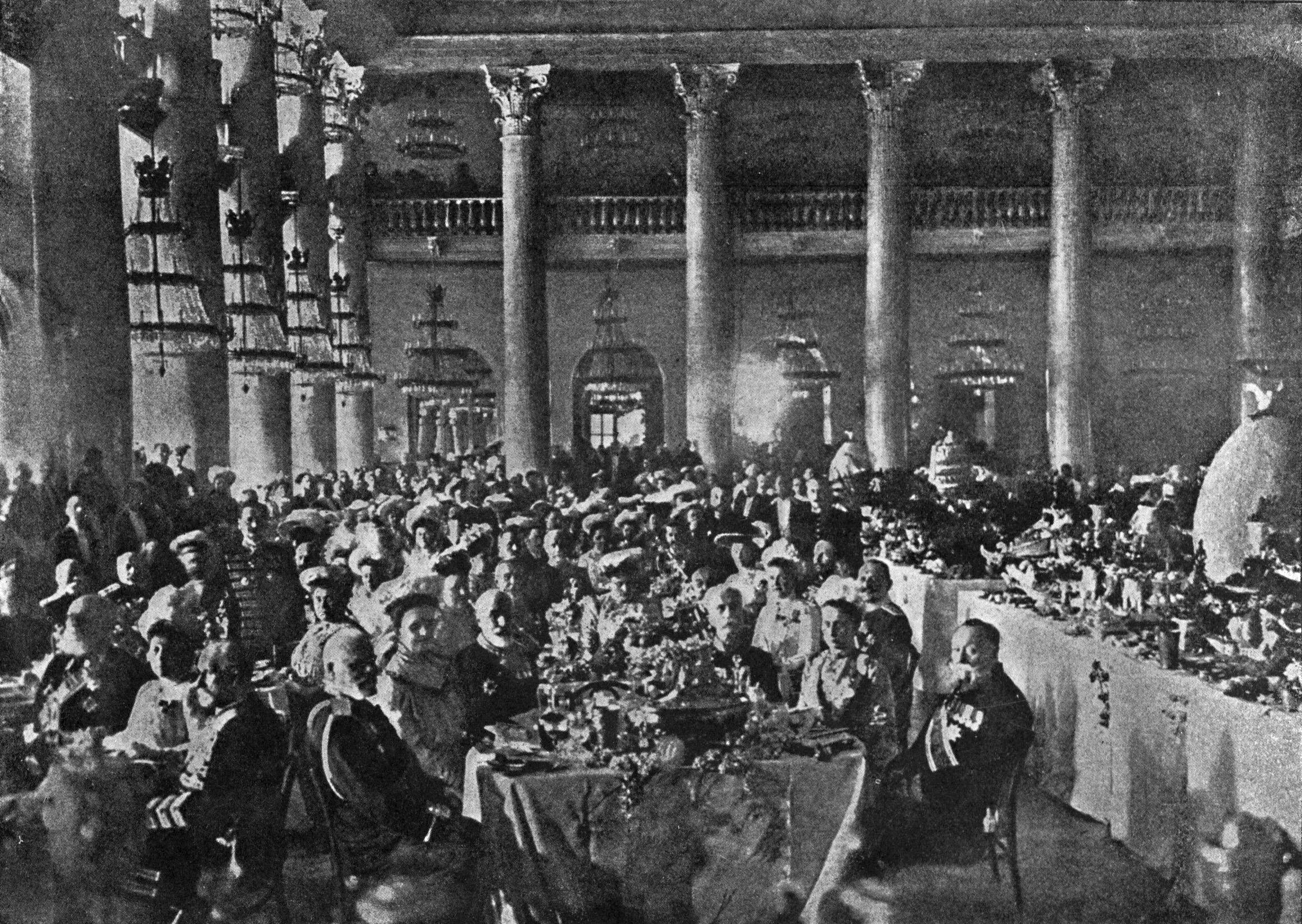
Déjeuner de Pâques en avril 1903 dans la grande salle de l'Assemblée de la noblesse de Moscou en présence de LL.MM.

Des descendants de la noblesse russe fondent en 1991 une « Assemblée de la noblesse russe » qui n'a rien à voir avec l'organe de l'ancien régime et qui est une organisation non gouvernementale.